# Poppy Lee Friar
Poppy Lee Friar (* 16. April 1995 in London Borough of Southwark) ist eine britische Schauspielerin.

## Karriere
Ihre Karriere begann 2009, als sie eine der Hauptrollen in der ABC1 Serie Die Geister von Ainsbury bekam, die auf Nickelodeon ausgestrahlt wird. Für ihre Rolle in Die Geister von Ainsbury wurde sie 2010 für den Australian Film Institute Award in der Kategorie Best Lead Actress in a Television Drama nominiert.

## Filmografie (Auswahl)
- 2004: Familienanschluß (Belonging)
- 2006: Casualty – Last Orders (1 Folge)
- 2008: Beautiful People – How I Got My Nose (1 Folge)
- 2008: Dustbin Baby
- 2009: Desperate Romantics (2 Folgen)
- 2010: Die Geister von Ainsbury (13 Folgen)
- 2010: A Touch of Frost (2 Folgen)
- 2010: The Bill – Ultimatum (1 Folge)
- 2012: Doctors – Denial (1 Folge)
- 2012: Lake Placid 4 (Lake Placid: The Final Chapter, Fernsehfilm)
- 2013–2014: Mr Selfridge (13 Folgen)
- 2014: George Gently – Der Unbestechliche (Inspector George Gently; 1 Folge)
- 2014–2016: In the Club (4 Folgen)
- 2015: The Syndicate (2 Folgen)
- 2015–2016: Eve (25 Folgen)
- 2017: Meine Cousine Rachel (My Cousin Rachel)
- 2017–2019: Ackley Bridge (20 Folgen)
- 2018: Torvill & Dean (Fernsehfilm)
- 2018–2021: In My Skin (11 Folgen)
- 2022: My Name Is Leon (Fernsehfilm)
- 2022: Life and Death in the Warehouse (Fernsehfilm)